# Spiroverma ononokomachii
Spiroverma ononokomachii är en ringmaskart som beskrevs av Uchida 1968. Spiroverma ononokomachii ingår i släktet Spiroverma och familjen Terebellidae. Inga underarter finns listade i Catalogue of Life.